# Strépy-Bracquegnies
Strépy-Bracquegnies is een plaats in de Belgische provincie Henegouwen en een deelgemeente van de stad La Louvière. Tot 1 januari 1977 was het een zelfstandige gemeente.
Strépy-Bracquegnies wordt doorsneden door het historisch Centrumkanaal. In het noorden loopt het nieuwe Centrumkanaal. In het zuiden loopt het riviertje de Hene.

## Bezienswaardigheden
- Het dorp heeft twee kerken, namelijk:
  - De Sint-Martinuskerk (Église Saint-Martin) in Strépy, uit 1767, waarvan de toren ouder is en dateert uit 1613.
  - De Sint-Jozefkerk (Église Saint-Joseph) in Bracquegnies, is een neogotisch kerkgebouw uit 1864 die een oudere Sint-Annakapel verving.
- Lift nr. 3, de scheepslift van Strépy-Bracquegnies, is een van de vier hydraulische scheepsliften op het historisch Centrumkanaal. De scheepslift staat op de Werelderfgoedlijst van UNESCO.
- Op de grens met Thieu staat de nieuwe, grotere scheepslift van Strépy-Thieu, op een nieuw tracé van het Centrumkanaal.

## Natuur en landschap
Bracquegnies ligt aan de oude tak van het Centrumkanaal en Strépy ligt aan de Hene. Hier vindt men de Étangs de Strépy, een natuurreservaat. In de deels verstedelijkte omgeving vindt men mijnterrils. De hoogte aan de Sint-Jozefkerk bedraagt 80 meter.

## Economie
In 1363 werd er steenkool ontdekt. Vanaf 1715 was de Société de Bracquegnies hier actief. Pas in 1847 en 1863 kwamen rendabele mijnen tot stand. In 1872 werd de Société anonyme des Charbonnages de Strépy-Bracquegnies opgericht die in Strépy-Bracquegnies twee mijnzetels bezat welke cokeskolen produceerde. Er werden daarom ook cokesovens gebouwd. In 1958 kwam aan de steenkoolwinning een einde.
Een hoogovenbedrijf was actief van 1857-1880.

## Folklore
Het dorp is een van de vele plaatsen in de streek waar de carnavalstraditie van de Gilles gevierd wordt. De editie van maart 2022 werd afgelast nadat een auto aan hoge snelheid 's ochtends vroeg inreed op een groep deelnemers, met zes doden en 37 gewonden tot gevolg.

## Demografische ontwikkeling
- Bronnen:NIS, Opm:1831 tot en met 1970=volkstellingen, 1976= inwoneraantal op 31 december

## Illustraties

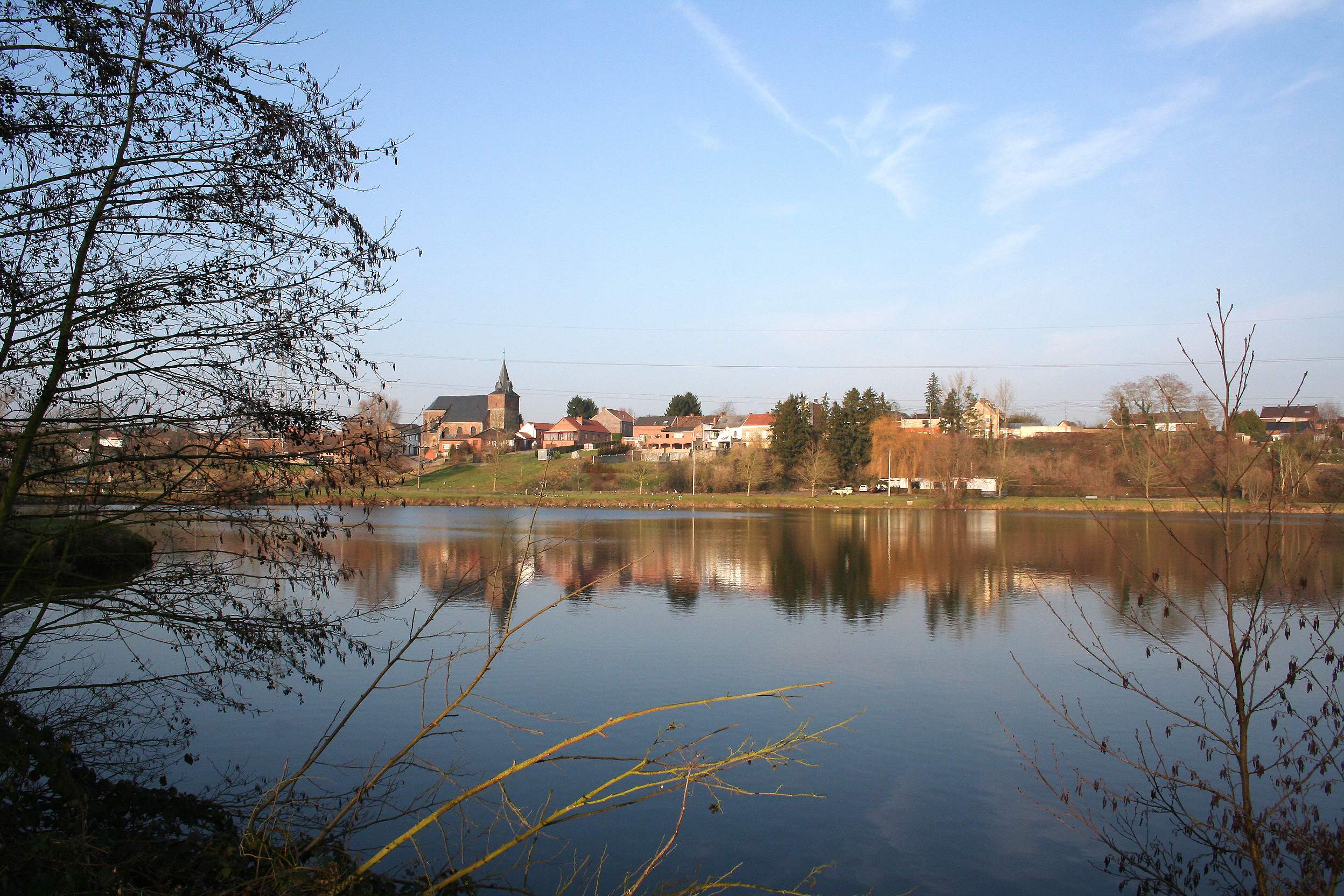
Strépy-Bracquegnies en "le grand étang"
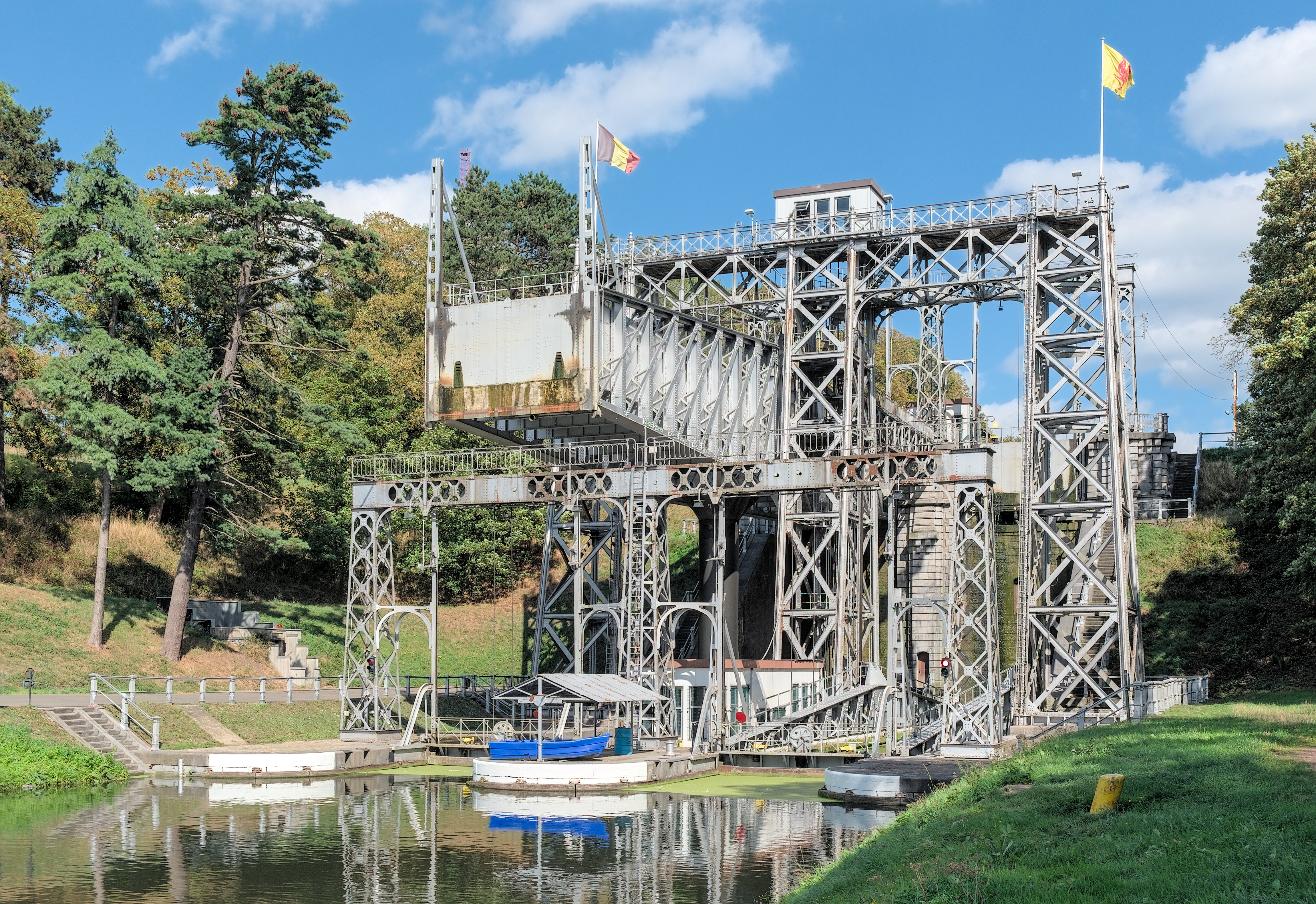
Hydraulische scheepslift nr. 3
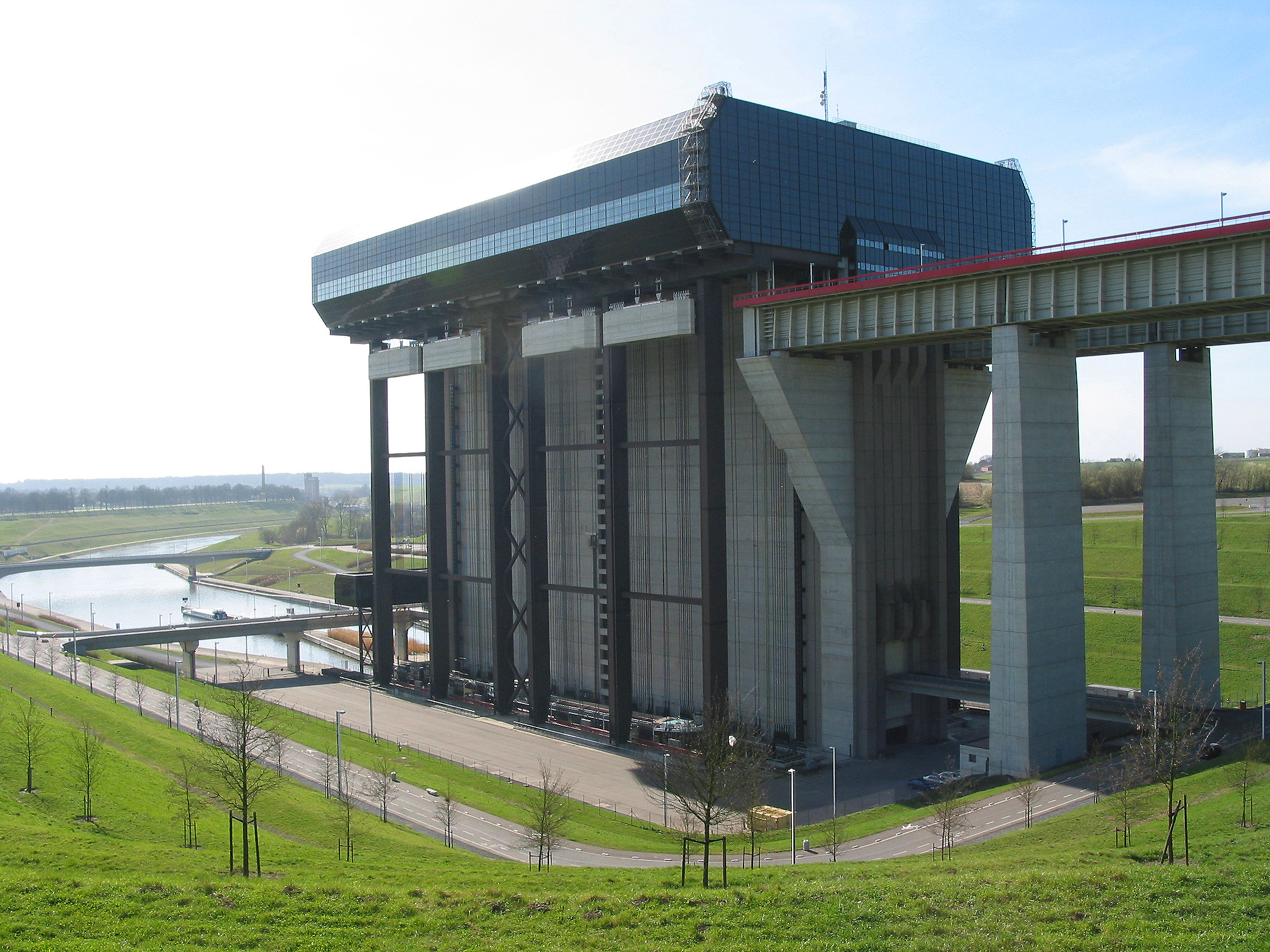
Scheepslift Strépy-Thieu
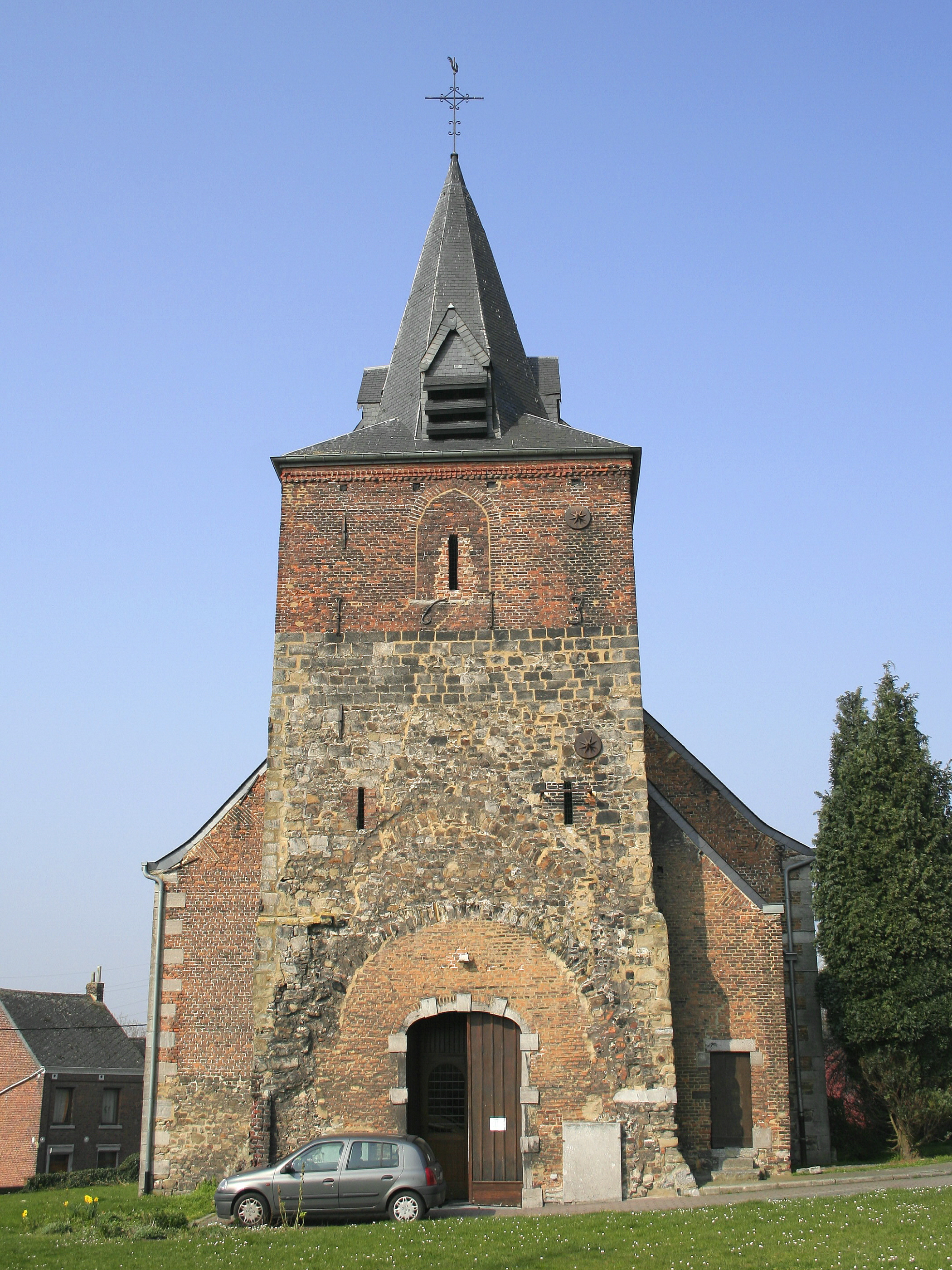
Église Saint-Martin
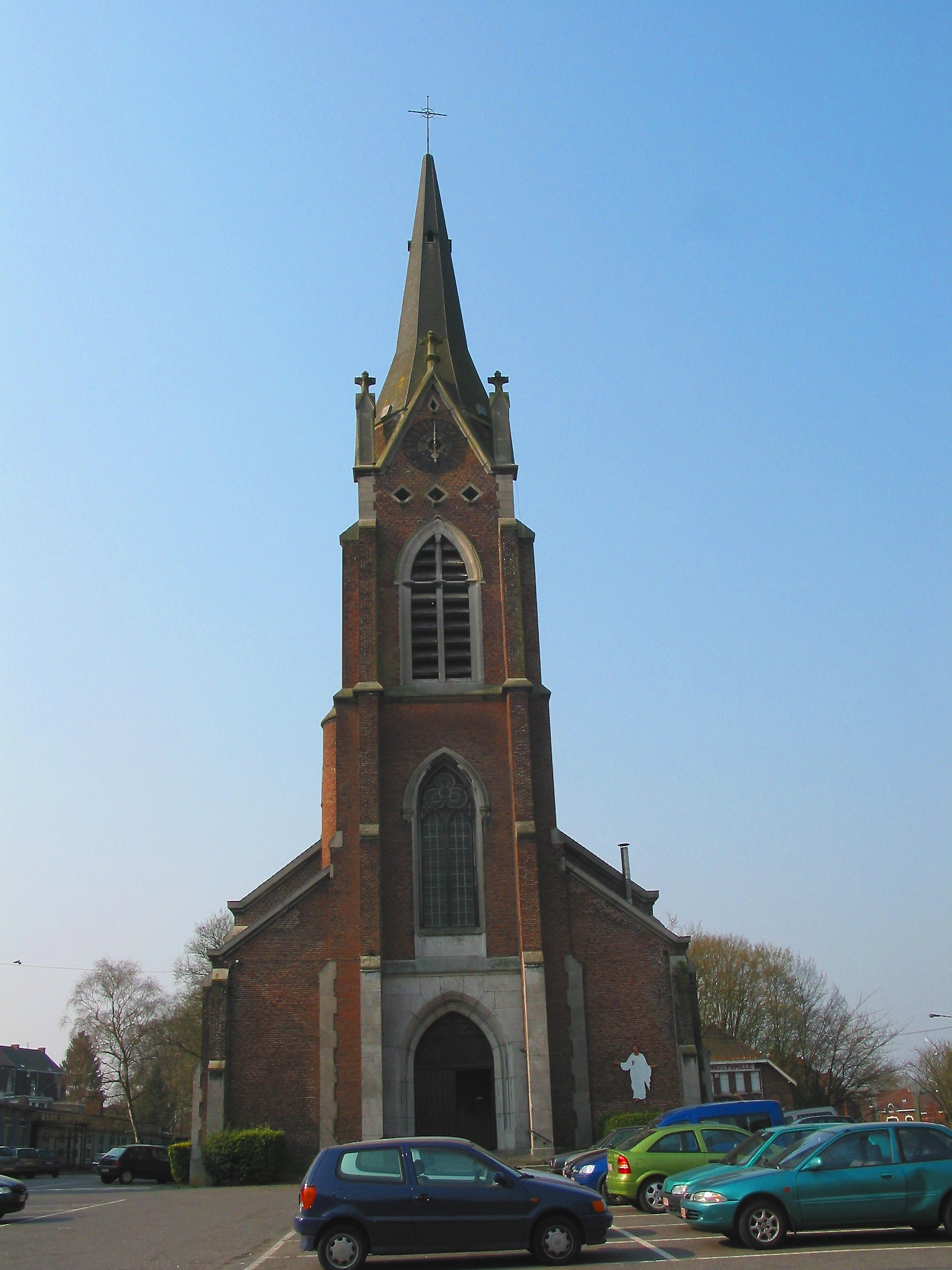
Église Saint-Joseph
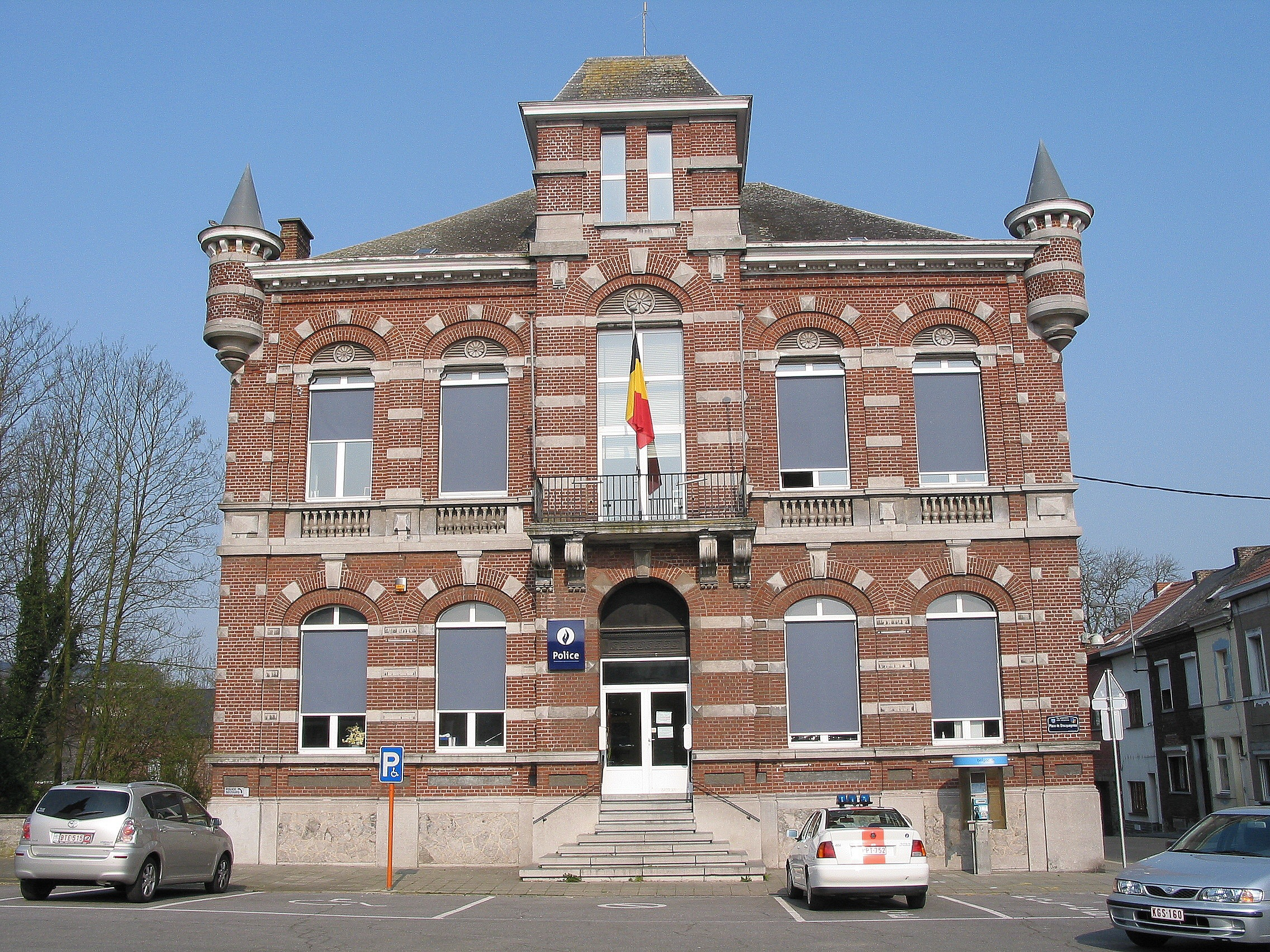
Oud gemeentehuis

## Politiek
Strépy-Bracquegnies had een eigen gemeentebestuur en burgemeester tot de gemeentelijke fusie van 1977. De laatste burgemeester was Léon Hurez, die daarna burgemeester van La Louvière werd.

## Geboren in Strépy-Bracquegnies
- Léon Hurez (1924-2004), politicus
- Maurice Bodson (1944-2020), politicus

## Nabijgelegen kernen
Houdeng-Aimeries, Le Roeulx, Maurage, Trivières